# Perilampus tristis
Perilampus tristis är en stekelart som beskrevs av Mayr 1905. Perilampus tristis ingår i släktet Perilampus och familjen gropglanssteklar. Arten är reproducerande i Sverige. Inga underarter finns listade i Catalogue of Life.